# إلبا داليما
إلبا داليما (بالبرتغالية: Elba de Pádua Lima) (20 فبراير 1915-7 يوليو 1984) هو لاعب كرة قدم. لعب مع منتخب البرازيل لكرة القدم. شارك مع المنتخب لمرة واحدة في بطولة كأس العالم 1938، كما شارك معه في كأس أمريكا الجنوبية 1942 والتي أحرز فيها هدفًا.

## روابط خارجية
- إلبا داليما على موقع الاتحاد الدولي (مؤرشف)  (الإنجليزية)
- إلبا داليما على موقع ناشيونال فوتبول تيمز (الإنجليزية)
- إلبا داليما على موقع Soccerway.com (الإنجليزية)
- إلبا داليما على موقع عالم كرة القدم.نت (الإنجليزية)